# 达维德·别利亚夫斯基
达维德·萨吉托维奇·别利亚夫斯基（俄语：Давид Сагитович Белявский，1992年2月23日—）生于乌德穆尔特共和国沃特金斯克，是一名俄罗斯男子竞技体操运动员。

## 生平
别利亚夫斯基曾就读于乌拉尔国立大学。他于2008年首次参加国际大赛。别利亚夫斯基家中有一个妻子和一个女儿，他和妻子于2016年10月30日在希腊圣托里尼结婚，两人的女儿在2017年9月出生。
2020年夏季奥林匹克运动会於日本東京舉行，别利亚夫斯基與丹尼斯·阿布利亞津、阿尔图尔·达拉洛扬、尼基塔·納戈爾內共同獲得男子團體全能金牌。